# Dan Fogler
Daniel Kevin Fogler (Brooklyn, Nueva York, el 20 de octubre de 1976), conocido simplemente como Dan Fogler, es un actor, comediante, músico, dramaturgo y cineasta estadounidense. Es más conocido por haber ganado un premio Tony a Mejor Actor en 2005 y haber participado en películas como Fanboys y Kung Fu Panda, haciendo la voz de Zeng en esta última.

## Biografía
Fogler nació en Brooklyn el 20 de octubre de 1976, hijo de Shari, una profesora de inglés, y Richard Fogler, un cirujano. Fogler es judío.  Estudió teatro en la Universidad de Boston y está casado con Jodie Capes desde 2009. Tienen dos hijos.

## Carrera
Fogler saltó a la fama luego de ganar el premio Tony a Mejor Actor por su actuación en la obra The 25th Annual Putnam County Spelling Bee. Después de esto ha tenido varias apariciones en televisión y en películas como Balls of Fury, Good Luck Chuck, Fanboys, and Take Me Home Tonight. También se lo ha visto en algunos episodios de la serie Los Goldberg, interpretando al "tío Marvin".
Algunos de los otros proyectos y logros de Fogler incluyen ser el protagonista en el vídeo musical "I Do not Wanna Be Me" de la banda de metal gótico Type O Negative, en el que interpretó a un hombre que se grababa a sí mismo, poniéndose vestidos y trajes de celebridades.
En 2016 interpretó a Jacob Kowalski en la película Animales fantásticos y dónde encontrarlos, y posteriormente en la secuela Animales fantásticos: Los crímenes de Grindelwald en el 2018. Película ambientadas dentro del universo de Harry Potter.
A partir de 2019, Fogler comienza a interpretar a Luke en el drama televisivo The Walking Dead (serie de televisión), en la que participan reputados artistas como Andrew Lincoln, Jeffrey Dean Morgan o Laurie Holden

## Filmografía

### Cine y televisión
| Año           | Título                                            | Papel                       | Observaciones                                                   |
| ------------- | ------------------------------------------------- | --------------------------- | --------------------------------------------------------------- |
| 1999          | Brooklyn Thrill Killers                           | Melvin Mittman              |                                                                 |
| 2000          | Home Field Advantage                              | Charlie                     |                                                                 |
| 2000          | Bust a Move                                       | Charlie                     |                                                                 |
| 2002          | Hyper                                             | Lenny                       |                                                                 |
| 2002          | 30 Seconds to Fame                                | Él mismo                    | Como participante en programa de TV                             |
| 2006          | Slippery Slope                                    | Crafty                      |                                                                 |
| 2006          | School for Scoundrels                             | Zack                        |                                                                 |
| 2007          | Good Luck Chuck                                   | Stu                         |                                                                 |
| 2007          | Balls of Fury                                     | Randy Daytona               |                                                                 |
| 2008          | The Marconi Bros.                                 | Carmine Marconi             |                                                                 |
| 2008          | Dr. Seuss' Horton Hears a Who!                    | Concejal / Yummo Wickersham | Voz                                                             |
| 2008          | Kung Fu Panda                                     | Zeng                        | Voz                                                             |
| 2009          | Fanboys                                           | Hutch                       |                                                                 |
| 2009          | Love Happens                                      | Lane                        |                                                                 |
| 2009          | Taking Woodstock                                  | Devon                       |                                                                 |
| 2011          | Take Me Home Tonight                              | Barry Nathan                |                                                                 |
| 2011          | Mars Needs Moms                                   | George "Gribble" Ribble     | Voz                                                             |
| 2013          | Scenic Route                                      | Carter                      |                                                                 |
| 2013          | Free Birds                                        | Gobernador Bradford         | Voz                                                             |
| 2013          | Hannibal                                          | Franklin Froideveaux        | Serie de TV                                                     |
| 2013-presente | Los Goldberg                                      | Tío Marvin                  | Serie de TV                                                     |
| 2015          | The Good Wife                                     | Nick Zubrovsky              | Episodio 19                                                     |
| 2016          | Animales fantásticos y dónde encontrarlos         | Jacob Kowalski              | Ambientada dentro del universo de las películas de Harry Potter |
| 2017          | AEO                                               | Héctor MacQueen             |                                                                 |
| 2018-presente | The Walking Dead                                  | Luke                        | Recurrente (Temporada 9-;                                       |
| 2018          | Animales fantásticos: Los crímenes de Grindelwald | Jacob Kowalski              | Ambientada dentro del universo de las películas de Harry Potter |